# Eliseo Bayo
Eliseo Bayo (Caspe, Zaragoza, 7 de noviembre de 1939) es un escritor, periodista, investigador de temas históricos (Arte Antiguo, religiones y de las lenguas ), económicos y sociales. Analista histórico-político. Ha publicado cerca de cuarenta libros hasta el momento en España y México, de ensayo histórico político y social, novela y poesía. Es uno de los periodistas y escritores que empezaron a publicar más jóvenes, en Barcelona, en revistas como La Jirafa, dirigida por Rafael Borrás Betriu, y El Correo de las Artes. Es considerado como el introductor del periodismo social o nuevo periodismo comprometido en la postguerra. Del 11 de diciembre de 1959 al 16 de diciembre publicó en el periódico Solidaridad Nacional, de Barcelona, cinco grandes reportajes sobre los trabajadores de la pesca. Antes de terminar la carrera en la Escuela Oficial de Periodismo tuvo a su cargo páginas en periódicos importantes como El Noticiero Universal, de Barcelona, y El Heraldo de Aragón, de Zaragoza, en los que publicó decenas de grandes reportajes, entrevistas y crónicas. De 1958 a 1961 fue también corrector literario de la editorial Plaza & Janés, bajo la dirección del editor y escritor Mario Lacruz, quien le encargó la traducción del latín de los libros XI, XII y XIII de las Confesiones de San Agustín, que el R.P.Fr. Eugenio Zeballos había dejado sin traducir. La obra completa se publicó en abril de 1961. Habla y/o traduce español, latín, francés, catalán, inglés, italiano, portugués, ruso, caligrafía china, y estudios básicos de náhuatl.
Recibió en abril de 2015 el Premio a la Trayectoria de la Asociación de Periodistas de Aragón. El periodista Víctor J. Rodríguez publicó, el 7 de mayo de 2015, en la página de la Asociación de la Prensa de Aragón, Periodistas de Aragón una larga entrevista con motivo de la concesión del Premio por “una trayectoria plagada de batallas, investigación, censuras y, sobre todo, reportajes sociales, económicos y políticos. Su obra podría dar para una película. Ha publicado decenas de libros periodísticos de reportajes, poesía y novelas, muchos de los cuales fueron censurados, prohibidos y vieron la luz años después de haber sido escritos” 

## Biografía
De nombre completo Eliseo Antonio Bayo Poblador, ha tenido una vida personal y profesional muy agitada y llena de riesgos que le ha llevado a recorrer 68 países en distintas misiones, desde Alaska hasta Japón, y a hablar una decena de idiomas. Realiza viajes por Rusia, Estados Unidos, Oriente Medio, Japón y el Amazonas, y reside unos años en México DF, donde estudia a fondo el arte y la cultura prehispánica. 
Su niñez discurre en Caspe donde se educó hasta los doce años. Ya en su infancia destacó por su afición a la lectura y a dibujar aventuras. El ritmo de vida para un niño en una población pequeña como Caspe era particularmente excitante, y disfrutó mucho con las vivencias de su infancia
Estudia Humanidades y Filosofía en el Seminario Menor de Alcorisa y en el Mayor de Zaragoza; periodismo, en la Escuela Oficial de Periodismo; Licenciado en Ciencias de la Información (UAB); completó los cursos de Doctorado en Técnicas de Investigación en la Historia del Arte (con Suficiencia Investigadora); cursos de Nahuatl en el Convento de El Carmen, Ciudad de México; cursos de chino de la Escuela Oficial de Idiomas de Pequín, con una notable perfección en caligrafía china.
Desde los 12 hasta los 16 años estuvo en el seminario Menor de Alcorisa, población cercana ya en la provincia de Teruel, dependiente del Arzobispado de Zaragoza, donde estudió los cuatro primeros años de Humanidades, centradas principalmente en el estudio exhaustivo del latín y del griego. Tradujo las obras más importantes de Virgilio, Horacio, Ovidio, Cicerón y Julio César. El grado de exigencia era tal que los estudiantes tuvieron que aprender de memoria los 476 hexámetros del Arte Poética de Horacio (Liber ad Pisones), las Geórgicas y las Bucólicas, y la Eneida de Virgilio y las Tristia de Ovidio; también, el discurso de Cicerón Pro Marco Marcello. Del griego, tradujeron la Odisea, de Homero. Bayo destacó por su memoria y por su habilidad en la etimología. A los 13 años escribió su primera novela, y a los catorce un librito de ochenta páginas, manuscrito imitando los tipos de imprenta, que tituló El Cisma de Occidente. Ejerció una influencia determinante en su vida la llegada de un joven teólogo procedente de Roma que aún no había sido ordenado sacerdote. Era el luego erudito canónigo Deán de la catedral de Santiago de Compostela, José María Díaz Fernández, que descubrió su talento literario y estimuló su labor creativa. Los compañeros de curso de Eliseo Bayo y él mismo, un año más o un año menos, destacarían después por sus actitudes políticas y religiosas. De su curso, salieron el sacerdote Domingo Laín, muerto en la guerrilla colombiana, Manuel Pérez, dirigente muerto en la guerrilla y enterrado en Cuba; y los curas obreros Laureano Molina y Wirberto Delso; incorporados a su curso, como vocaciones tardías, fueron José María Ramón Aróstegui, cura compañero del sacerdote colombiano Camilo Torres, Jesús Rojo - futuro dirigente de la IV Internacional-, Eizaguirre, uno de los lejanos fundadores de ETA. Entre sus profesores recuerda con especial cariño al Operario Diocesano, Sebastián Sánchez Sánchez, iniciador de militantes obreros cristianos en la HOAC, quien sin dejar el sacerdocio vivió en los barrios obreros, trabajó en las minas, en la construcción y también fue pintor de brocha gorda. Entre sus compañeros destacaron después valiosos intelectuales y catedráticos, como Gonzalo Borrás Gualis, Jesús María Clavería, José Ramón Giner, Jesús Sariñena, el director coral José Luis Félez, el futuro obispo Alfonso Milián, el director del Seminario y erudito bibliotecario Carlos Tartaj. Eliseo Bayo obtuvo Diplomas de Honor en Literatura (1954) y en Historia de la Literatura (1956). En el Seminario Mayor fundó la Revista SubPórtica, que como su nombre indica era un ejemplar que empezaba a funcionar al ser introducido por debajo de la puerta de la celda con un editorial de Bayo y el resto de las páginas en blanco; el siguiente en recibir el ejemplar escribía una página y lo pasaba al de la celda de al lado. Tras recorrer todas ellas, regresaba al punto de origen para volver hacerla circular y que todos pudieran leerla completa. Luego empezaba un nuevo círculo. Arturo Bosque organizó la reaparición de SubPórtica en la Web. Aquella generación de jóvenes seminaristas de 1951-52 permanece unida y los supervivientes siguen reuniéndose pasados más de sesenta años.
En 1958 entró en conflicto con el Rector del Seminario y con el Arzobispo de Zaragoza, Casimiro Morcillo, a quien había dedicado un poema saludando su llegada a la archidiócesis. De resultas, salió del Seminario, y se preparó para el ingreso en la Escuela Oficial de Periodismo, en Barcelona, donde se estudiaban los dos primeros años, y se culminaban con el tercero en Madrid. Se incorporó al primer curso en donde coincidió con el erudito Francisco Rico Manrique, el luego famoso corresponsal permanente en Líbano, Tomás Alcoverro, el también archiconocido Manuel Vázquez Montalbán, el historiador Antonio Padilla, el sociólogo-ejecutivo Alfonso Durán, el profesor y periodista Miguel Ángel Bastenier, la periodista y empresaria Elisenda Nadal, el luego editor de Gaceta Ilustrada, Francisco Noy, y otros compañeros dignos de recordar.
En 1972 fue detenido en dos ocasiones, la primera el 28 de enero junto su hija Regina Bayo por la Brigada Político-Social y puesto a disposición del Tribunal de Orden Público n.º 1 cuyo juez era Mariscal de Gante. Pasó casi todo el año en la cárcel Modelo de Barcelona. Los escritores Antonio Buero Vallejo, Francisco Candel, y el profesor José Luis Aranguren entregaron en diciembre de ese año un escrito al Juez firmado por 250 intelectuales solicitando su libertad.